# Auvézère
Ne doit pas être confondu avec Vézère.
L'Auvézère est une rivière du Sud-Ouest de la France, en région Nouvelle-Aquitaine. Principal affluent de l'Isle en rive gauche, c'est donc un sous-affluent de la Dordogne.

## Hydronymie
Le nom de l'Auvézère est évidemment apparenté à celui de la Vézère. La première mention écrite connue de ce cours d'eau date du XIIe siècle sous la forme latine Flumen Alvesera, où flumen désigne une rivière. Sur la carte de Belleyme au XVIIIe siècle, elle est nommée « le Haut Vézère ».
En occitan, elle porte le nom d'Auvesera.

## Géographie

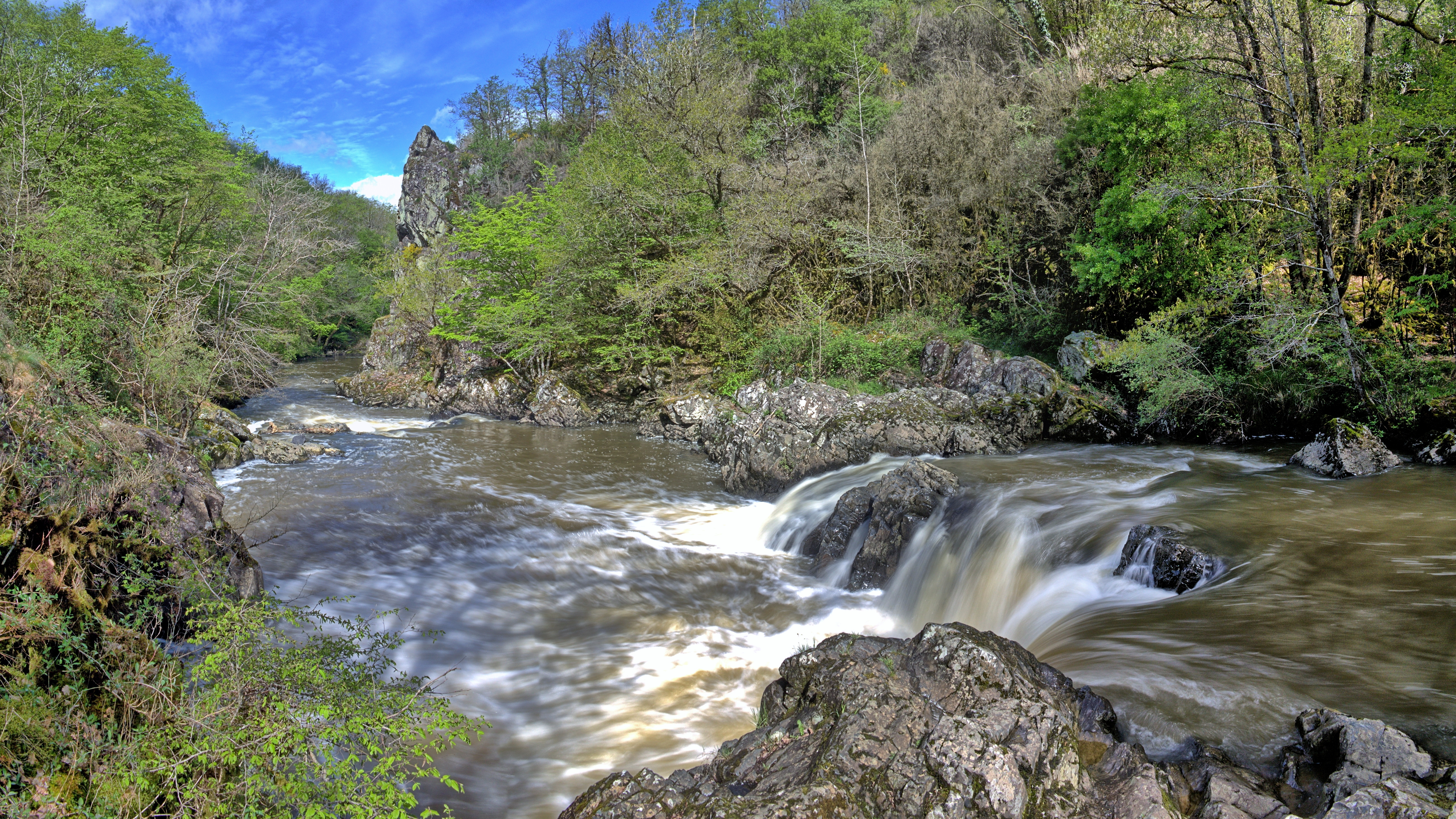
Le saut Ruban à Saint-Mesmin.

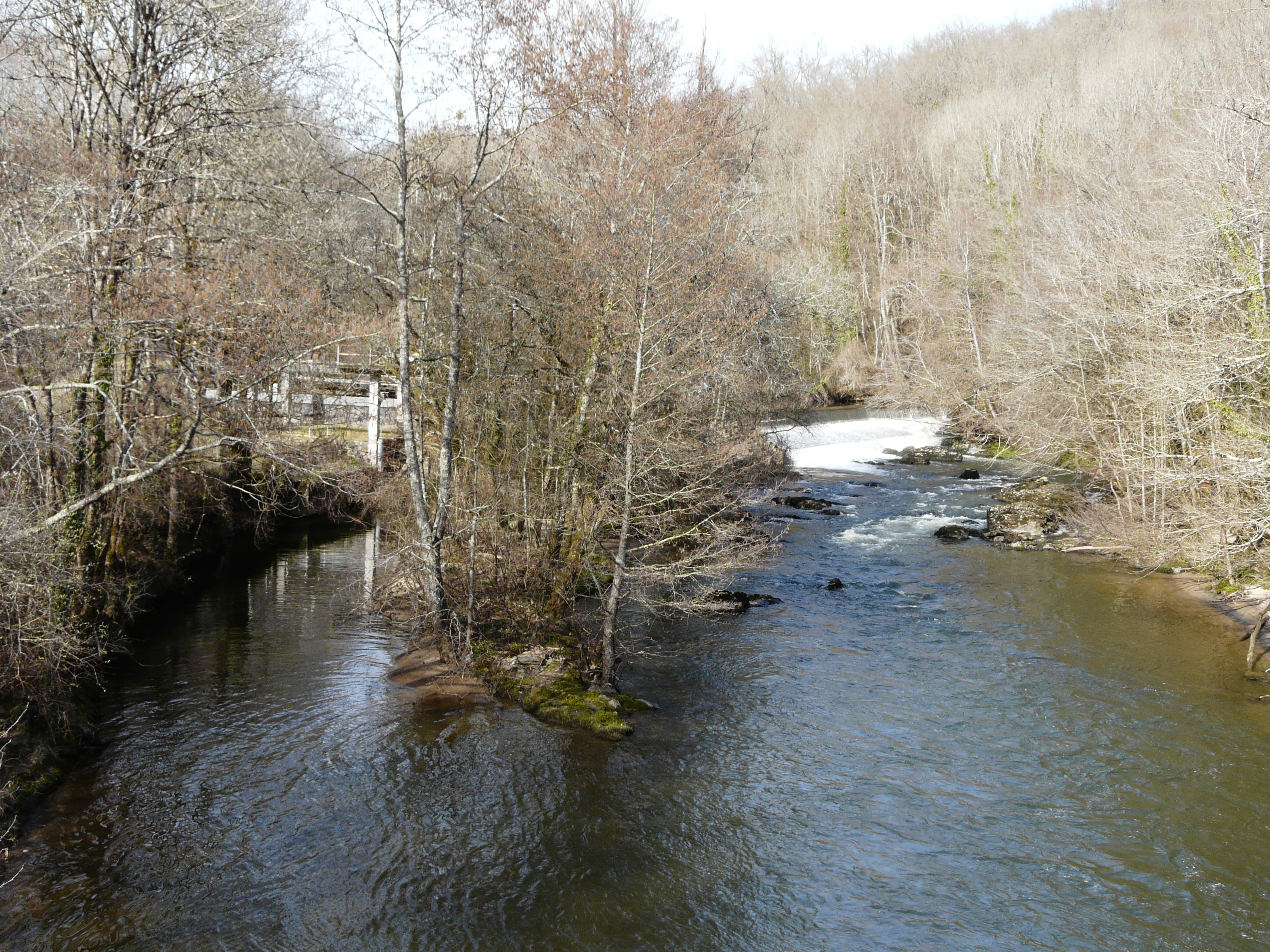
L'Auvézère au moulin du Pont à Génis.

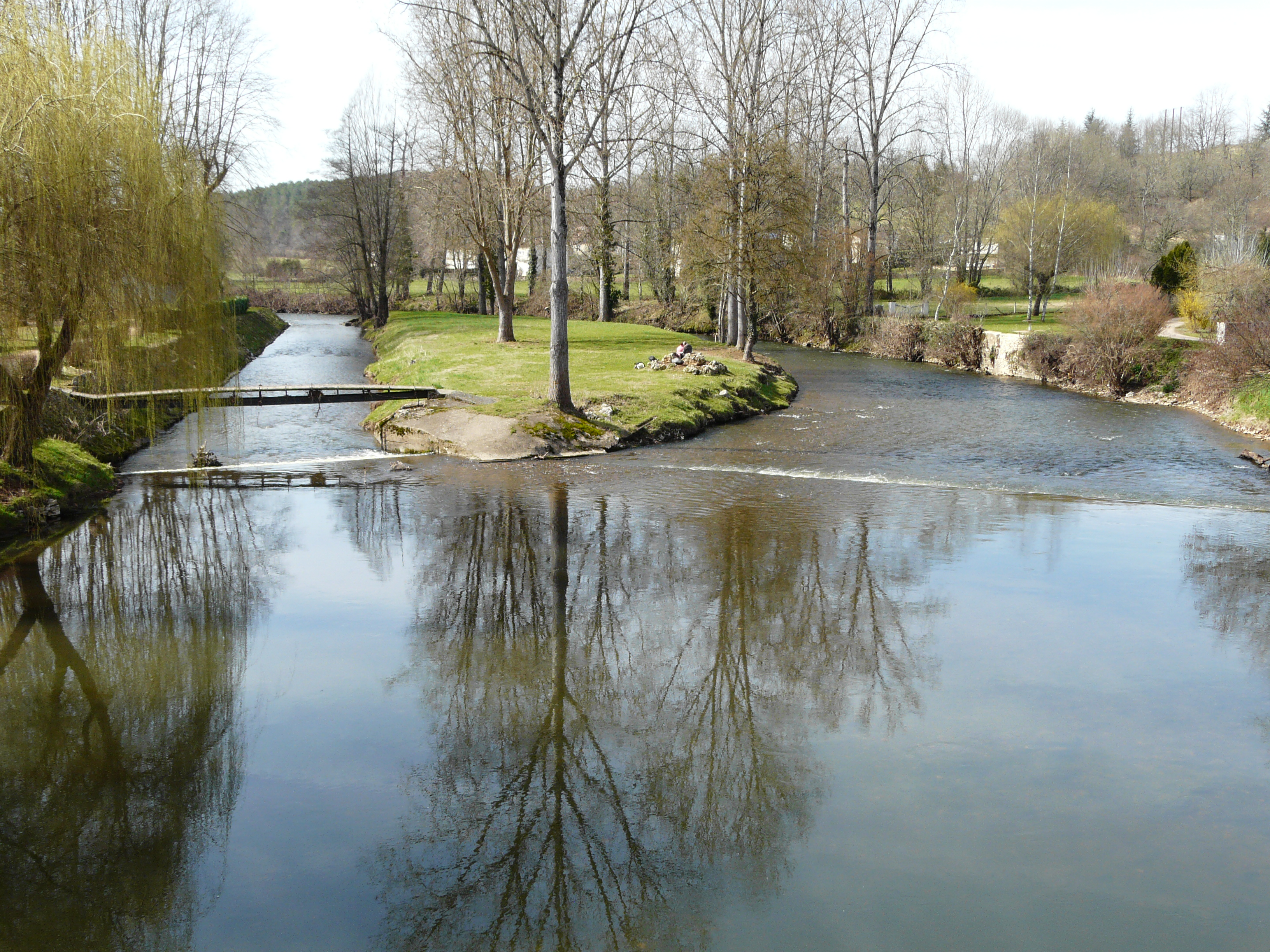
L'Auvézère à Tourtoirac.

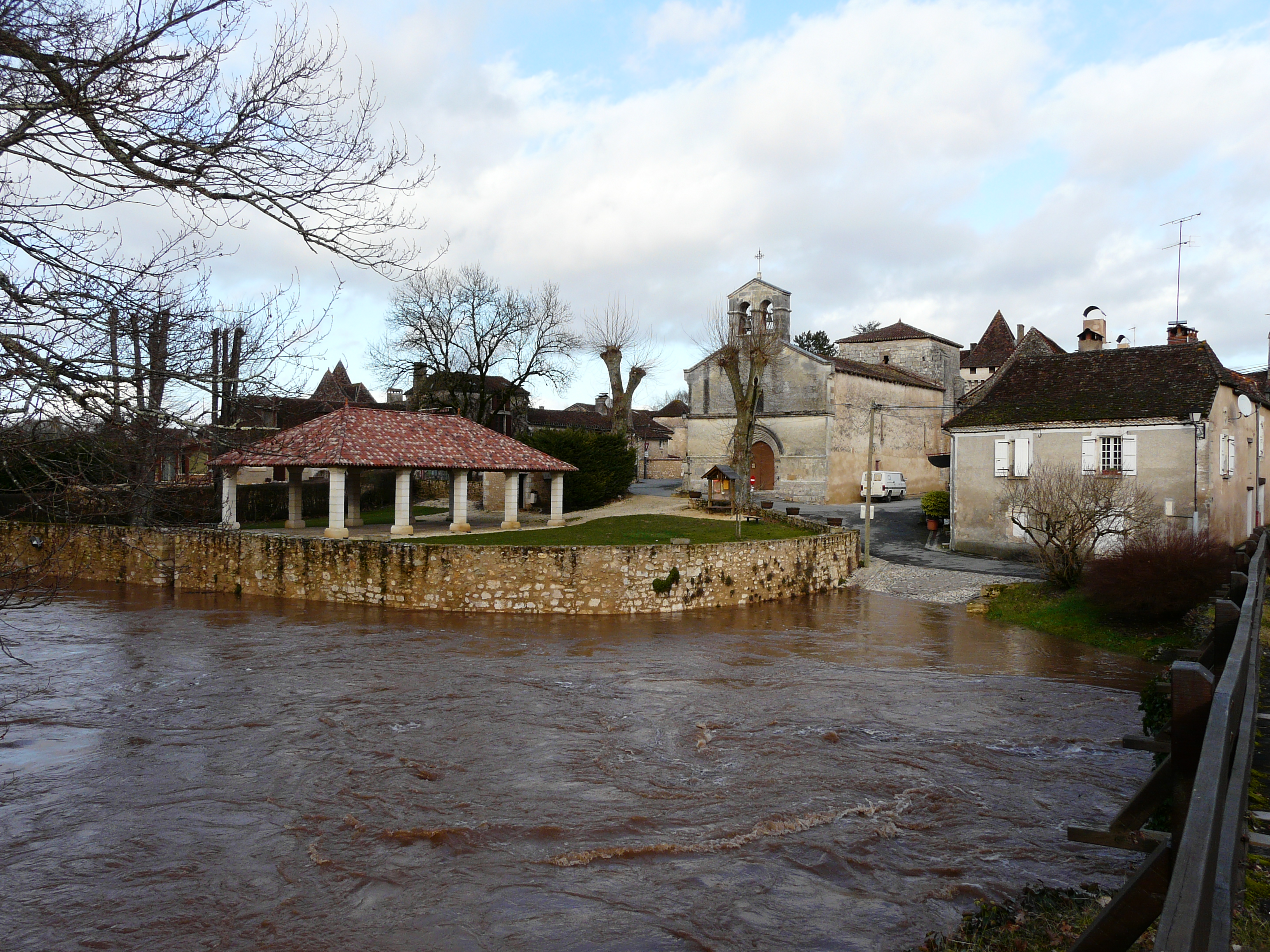
L'Auvézère au Change.

L'Auvézère (ou le ruisseau de Glaude) prend naissance à 418 mètres d'altitude dans le Massif central, en région Nouvelle-Aquitaine, au sortir d’un étang alimenté par des ruisseaux temporaires. Ce lieu, à 550 mètres au sud-ouest du lieu-dit le Camp de César et à proximité de l'autoroute A20, est situé suivant les sources, soit à Benayes dans le département de la Corrèze, soit à La Porcherie en Haute-Vienne. En 2024, sur le cadastre, l'étang est partagé entre les communes de La Porcherie (est, feuille 000 YI 01, parcelle 023) et Saint-Germain-les-Belles (ouest, feuille 000 E 03, parcelle 565). Le cours d'eau qui en est issu ne figure que sur le cadastre de Benayes (feuille 000 AD 01, parcelle 39). Sur le cadastre napoléonien, il porte le nom de « ruisseau de Crouzeix » sur la feuille A1 de la section A du Grand Glaude (Benayes), tout comme sur la feuille E4 de la section E de Bassagne (La Porcherie). Ces deux communes sont donc celles de naissance du ruisseau de Glaude, donc de l'Auvézère.
L'Auvézère passe sous la route départementale (RD) 20 puis à l'est du bourg de Benayes. Elle reçoit successivement en rive gauche le ruisseau de la Côte Lionois puis le ruisseau de Brune et le ruisseau de Chastre. Elle est franchie de nouveau par la RD 20 et par la RD 20E1 au pont de Montville. Elle set grossie par le Gabouyreau en rive droite puis par le ruisseau du Rieutort en rive gauche. Elle passe sous la RD 901, reçoit en rive droite le ruisseau de Chatenet et le ruisseau de Caramigeas avant de passer sous la ligne ferroviaire Nexon-Brive. Le ruisseau du Vendonnais la rejoint en rive droite et elle est franchie par la RD 149. Elle reçoit ensuite le ruisseau de la Capude en rive gauche avant de traverser le bourg de Ségur-le-Château où elle passe sous la RD 6. Sur près d'un kilomètre, son cours marque la limite entre la Corrèze et la Dordogne où elle entre sur la commune de Payzac. Elle est grossie en rive droite par la Penchennerie puis la Boucheuse, son principal affluent.
Elle passe au moulin de la Papeterie puis au pont Lasveyras (ou Laveyra), lieux du massacre d'une trentaine de maquisards par les Allemands le 16 février 1944. Elle est franchie par la RD 75 puis la RD 75E, en amont du château de la Forge à Savignac-Lédrier. À partir de cet endroit et jusqu'à Guimalet à Anlhiac, sur quatorze kilomètres, elle coule dans des gorges parfois profondes d'une centaine de mètres. Dans ces gorges, elle est franchie par la RD 72E5 en contrebas du bourg de Saint-Mesmin, par la RD 72E4 au moulin de Pervendoux, et la RD 72E1 en contrebas du bourg de Génis, et grossie successivement en rive gauche par le ruisseau de Porte Étoupe, en rive droite par le ruisseau de Gabourat et en rive gauche par le ruisseau de la Forge et le Dalon.
Juste en amont du bourg de Cubas, elle passe sous la RD 704, Elle reçoit en rive gauche la Lourde et longe le bourg de Tourtoirac où elle est franchie par la RD 67. Elle borde le bourg de Sainte-Eulalie-d'Ans puis passe au pied du château de Marqueyssac, à Saint-Pantaly-d'Ans. À La Boissière-d'Ans, elle passe sous la RD 5 et reçoit en rive gauche le Blâme qui alimentait les forges de la forge d'Ans qui, du XVIIe au XIXe siècle, produisait des canons pour la Marine royale. Elle arrose ensuite le bourg de Cubjac où elle est franchie par la RD 68 et GR 36 accès. Au sortir du bourg de Cubjac, une partie des eaux de l'Auvézère disparaît au gouffre du moulin des Soucis pour rejoindre l'Isle quatre kilomètres au nord-ouest, à Saint-Vincent-sur-l'Isle au saut du Brame par un siphon très profond. L'autre partie de l'Auvézère continue sa course en formant des méandres, bordant le bourg du Change et passant à trois reprises sous la RD 5, la dernière au pont de la Roquette. Un kilomètre et demi plus loin, elle conflue en rive gauche de l'Isle à 91 mètres d'altitude, en limite d'Escoire et de Bassillac (commune de Bassillac et Auberoche), au nord du lieu-dit le Gué Rède, dix kilomètres en amont de Périgueux.
De direction générale nord-est vers sud-ouest, l'Auvézère est longue de 112,19 km. Avec un dénivelé de 327 mètres, sa pente moyenne s'établit à 2,91 mètres par kilomètre.
L'Auvézère est une rivière qu'il ne faut pas confondre avec sa grande sœur la Vézère. Cependant, sur la carte de Cassini représentant la France entre 1756 et 1789, on trouve la graphie « Haut Vezere ».

### Départements et communes traversés
L'Auvézère arrose vingt-deux communes dans trois départements, soit d'amont vers l'aval :
- une en Haute-Vienne : La Porcherie ;
- dix en Corrèze : Benayes, Masseret, Salon-la-Tour, Saint-Ybard, Saint-Pardoux-Corbier, Lubersac, Arnac-Pompadour, Saint-Julien-le-Vendômois, Beyssenac et Ségur-le-Château ;
- onze en Dordogne : Payzac, Savignac-Lédrier, Saint-Mesmin, Génis, Anlhiac, Cherveix-Cubas, Tourtoirac, Sainte-Eulalie-d'Ans, Cubjac-Auvézère-Val d'Ans, Bassillac et Auberoche et Escoire.

### Affluents et nombre de Strahler
L'Auvézère a dix bras secondaires et 54 affluents (53 affluents du cours principal et un autre sur un bras secondaire) répertoriés par le Sandre, dont douze dépassent les cinq kilomètres de longueur. D'amont vers l'aval se trouvent :
- le ruisseau de la Côte Lionois en rive gauche, long de 5,1 km[13] ;
- le ruisseau de la Brune en rive gauche, long de 5,06 km[14] ;
- le ruisseau de la Penchennerie en rive droite, long de 10,39 km[15] ;
- la Boucheuse (ou ruisseau de Puy Roudeaux dans sa partie amont) en rive droite, longue de 38,09 km[16] ;
- le ruisseau des Belles-Dames (ou ruisseau de l'Orne dans sa partie amont) en rive gauche, long de 12,81 km[17] ;
- le Montale en rive gauche, long de 9,5 km[18] ;
- le ruisseau de Porte-Étoupe en rive gauche, long de 6,97 km[19] ;
- le ruisseau de Gabourat en rive droite, long de 7,11 km[20] ;
- le ruisseau de la Forge en rive gauche, long de 8,92 km[21] ;
- le Dalon en rive gauche, long de 17,53 km[22] ;
- la Lourde en rive gauche, longue de 12,82 km[23] ;
- le Blâme en rive gauche, long de 6,14 km[24].

Principal affluent de l'Auvézère, la Boucheuse a plusieurs affluents dont la Valentine (ou ruisseau de Drouly et ruisseau de Marsaguet dans sa partie amont). Elle a plusieurs affluents dont le ruisseau de Lavaud Bousquet qui a un affluent le ruisseau de Mandeix, lui-même avec deux affluents et aucun sous-affluent. Le nombre de Strahler de l'Auvézère est donc de six.

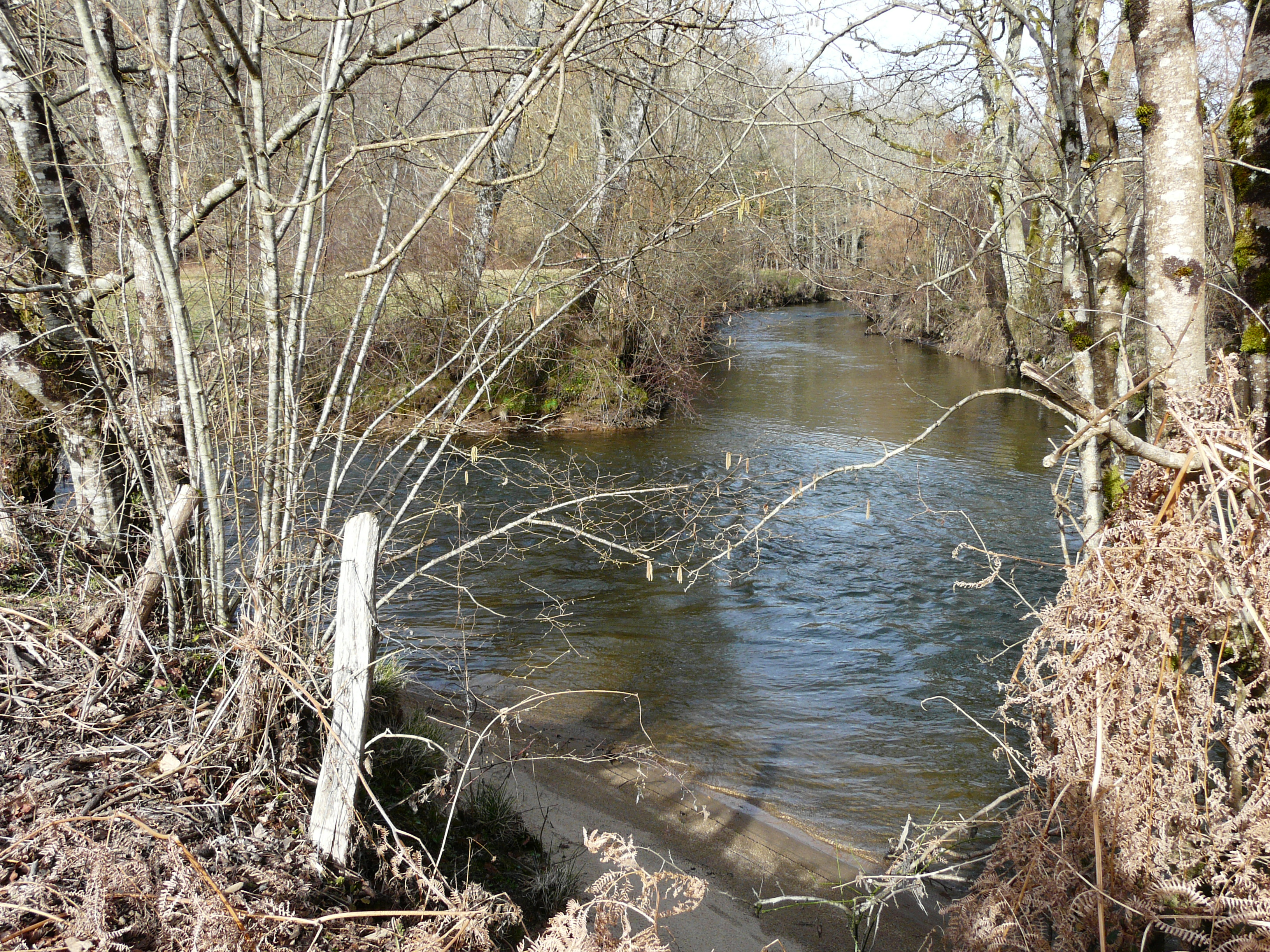
Le confluent de la Boucheuse (venant de la gauche) et de l'Auvézère (venant d'en face).
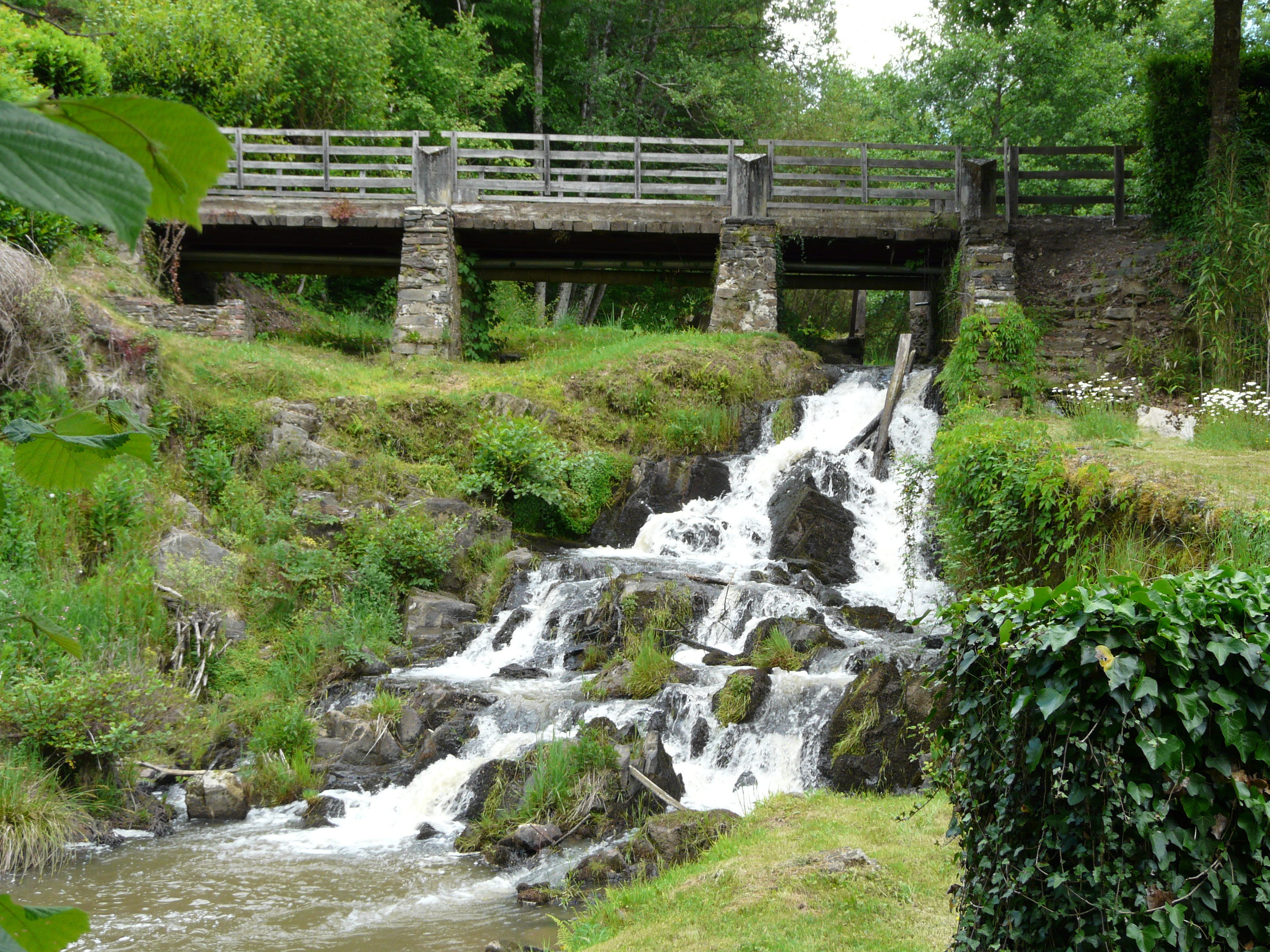
Cascade du ruisseau des Belles-Dames, à la papeterie de Vaux.
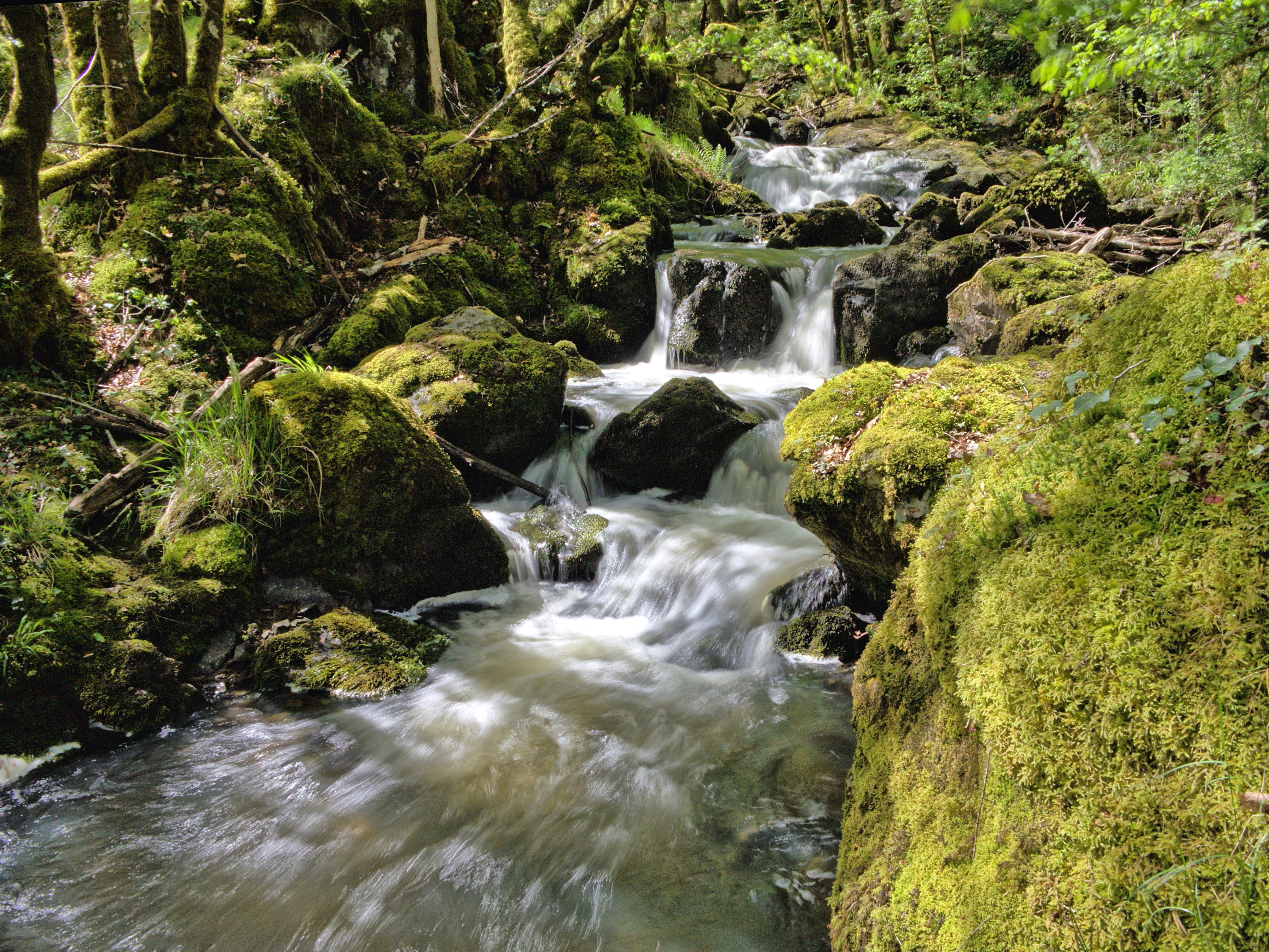
Cascade sur le ruisseau de Porte-Étoupe juste en amont de sa confluence avec l'Auvézère.
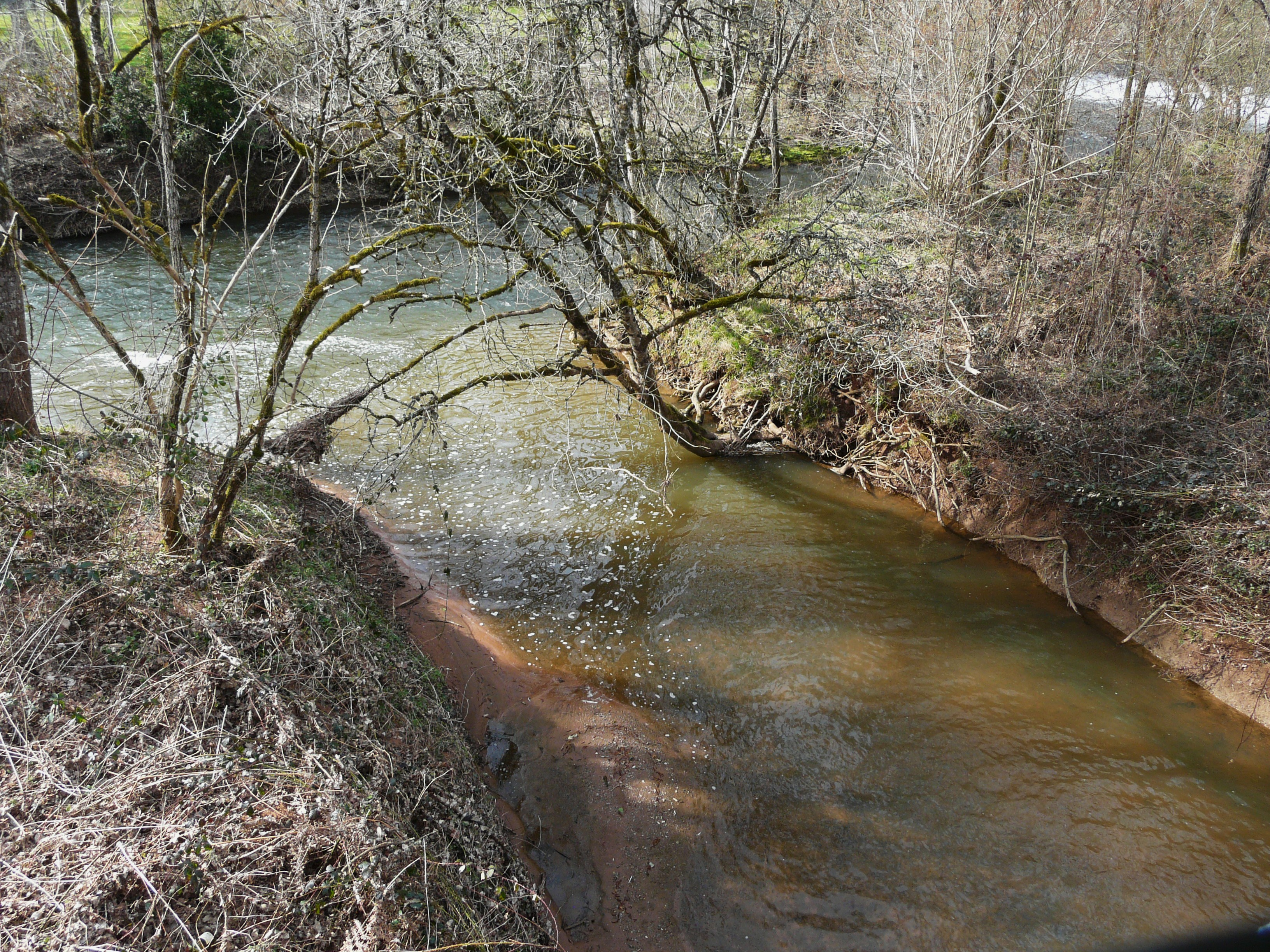
Le Dalon (en bas) conflue avec l'Auvézère (qui coule en haut de droite vers la gauche).
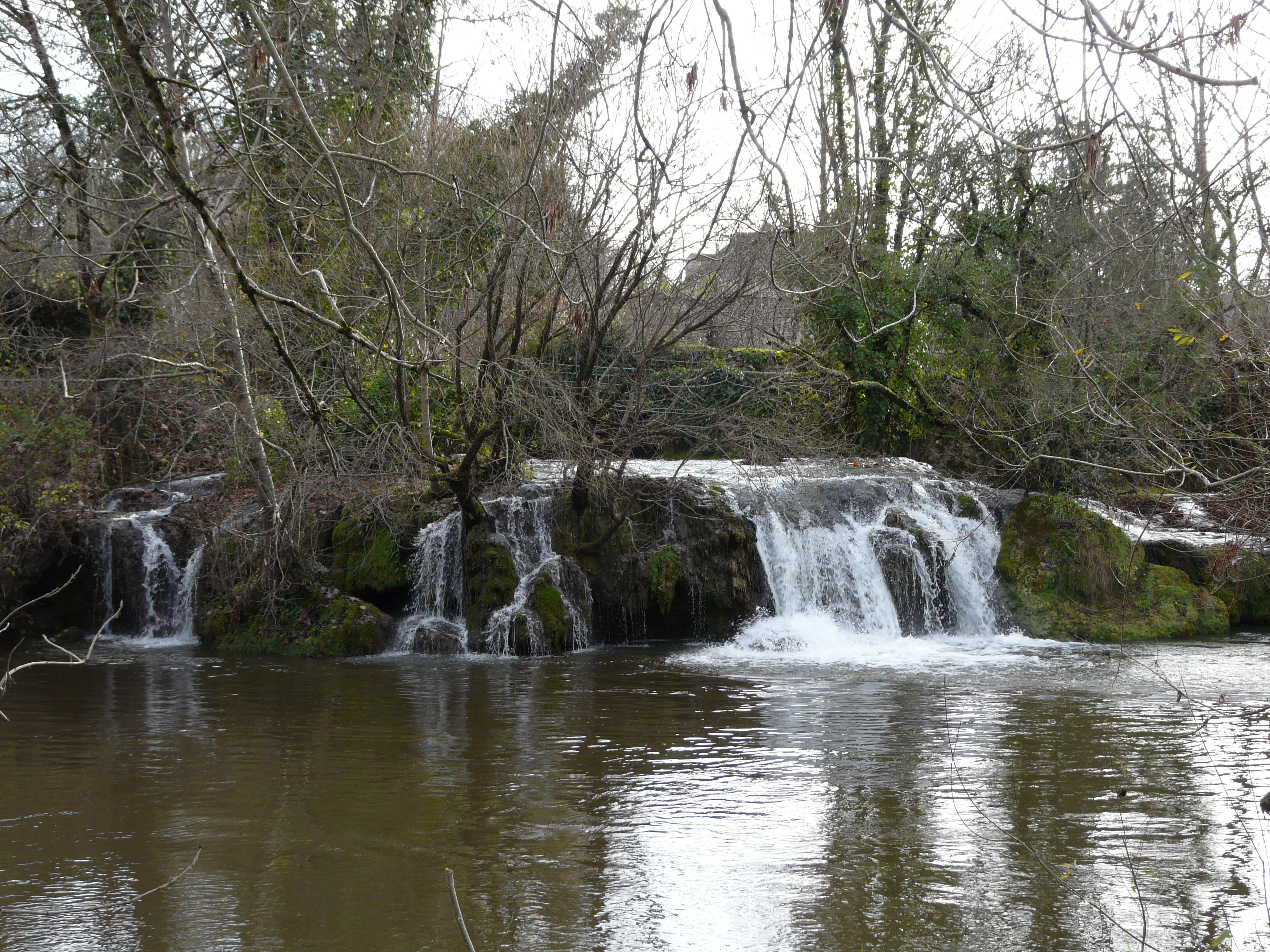
Le Blâme se jette en cascades dans l'Auvézère à la Forge-d'Ans à La Boissière-d'Ans.

### Bassin versant
Son bassin versant s'étend sur 884 km2. Il est constitué de seize zones hydrographiques :
« L'Auvézère de sa source au confluent du Chastre (inclus) », « L'Auvézère du confluent du Chastre au confluent du Moulin de Chatenet », « L'Auvézère du confluent du Moulin de Chatenet (inclus) au confluent de l'Arnac (inclus) », « L'Auvézère du confluent de l'Arnac au confluent de la Penchennerie », « L'Auvézère du confluent de la Penchennerie (incluse) au confluent du Puy Roudeaux », « Le Puy Roudeaux du confluent du Marsaguet au confluent de l'Auvézère », « L'Auvézère du confluent du Puy Roudeaux au confluent des Belles Dames », « L'Auvézère du confluent des Belles Dames (incluses) au confluent du Montale (inclus) », « L'Auvézère du confluent du Montale au confluent de la Forge », « L'Auvézère du confluent de la Forge (incluse) au confluent du Dalon », « Le Dalon », « L'Auvézère du confluent du Dalon au confluent de la Lourde », « La Lourde », « L'Auvézère du confluent de la Lourde au confluent du Blâme », « Le Blâme », « L'Auvézère du confluent du Blâme au confluent de l'Isle », et en tangente deux autres au niveau de sa confluence avec l'Isle : « L'Isle du confluent de la Loue au confluent de l'Auvézère » et « L'Isle du confluent de l'Auvézère au confluent du Manoire », au sein du bassin bien plus étendu « La Garonne, l'Adour, la Dordogne, la Charente et les cours d'eau côtiers charentais et aquitains ».
Outre les 22 communes arrosées par l'Auvézère, le bassin versant en concerne 30autres, arrosées par ses affluents ou sous-affluents :
- Coussac-Bonneval, Glandon, Magnac-Bourg, Meuzac, Montgibaud et Saint-Éloy-les-Tuileries, arrosées par la Boucheuse[16] ;
- La Roche-l'Abeille et Saint-Priest-Ligoure, baignées par la Valentine[25], affluent de la Boucheuse ;
- Château-Chervix où le ruisseau de Lavaud Bousquet (affluent de la Valentine) prend sa source[26] ;
- Saint-Yrieix-la-Perche où le ruisseau de Marcognac (autre affluent de la Boucheuse) prend sa source[28] ;
- Saint-Germain-les-Belles où un ruisseau sans nom, affluent du ruisseau de la Roubardie et sous-affluent de la Boucheuse, prend sa source[29] ;
- Boisseuilh, Sainte-Trie, Segonzac et Teillots, baignées par le Dalon[22] ;
- Juillac et Salagnac arrosées par un ruisseau sans nom, affluent du Dalon[30] ;
- Coubjours où un autre affluent sans nom du Dalon prend sa source[31] ;
- Badefols-d'Ans et Hautefort, arrosées par la Lourde[23] ;
- Nailhac arrosée par la Beuze, affluent de la Lourde[32] ;
- Concèze et Saint-Cyr-les-Champagnes, baignées par le ruisseau des Belles-Dames[17] ;
- Brouchaud, où le Blâme prend sa source[24] ;
- Gabillou, Granges-d'Ans et Sainte-Orse arrosées par la Soue[33], unique affluent du Blâme ;
- Preyssac-d'Excideuil où un ruisseau sans nom, affluent de l'Auvézère, prend sa source[34] ;
- Saint -Raphaël où un autre affluent sans nom de l'Auvézère prend sa source[35] ;
- Saint-Martin-Sepert arrosée par le ruisseau de Chastre, affluent de l'Auvézère[36].

## Hydrologie

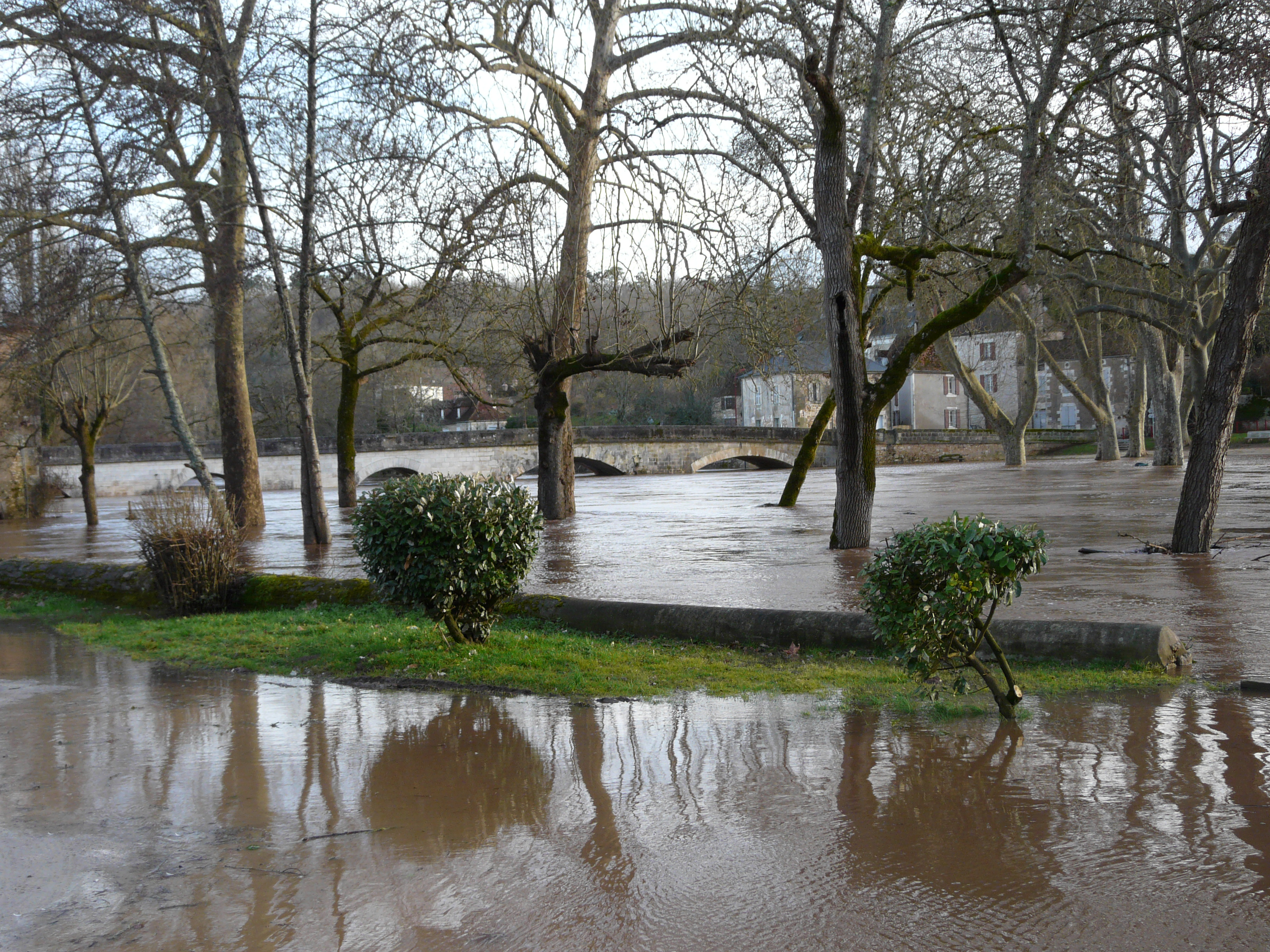
Crue de l'Auvézère à Cubjac (janvier 2009).

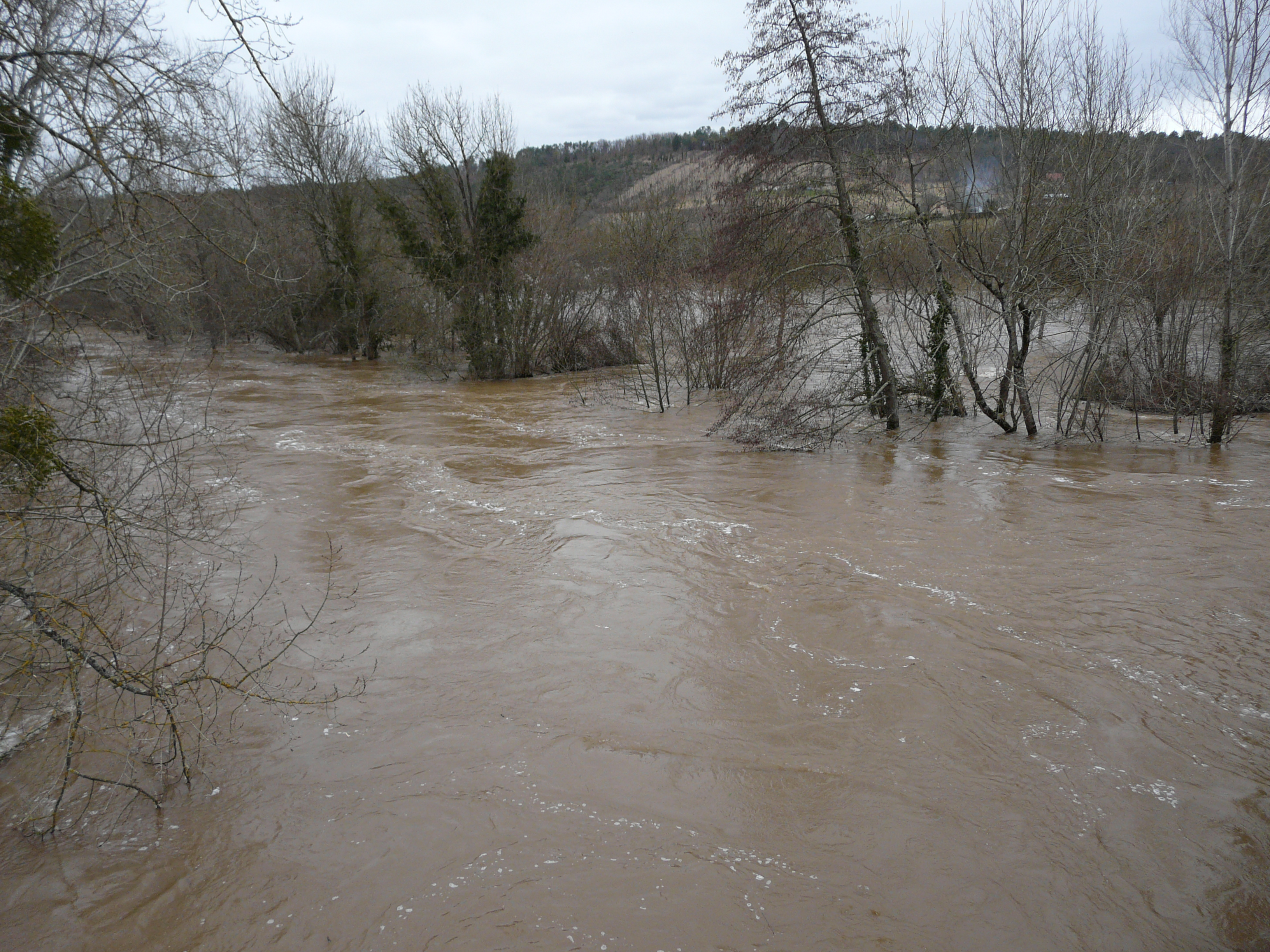
Crue de l'Auvézère à la Roquette (Bassillac, janvier 2009).

L'Auvézère est une rivière assez abondante, comme la plupart des cours d'eau issus des hauteurs du Limousin.

### L'Auvézère au Change
Son débit a été observé durant une période de 48 ans (entre 1976 et 2024), au pont de la route départementale 5, au Change (commune de Bassillac et Auberoche), environ quatre kilomètres et demi en amont de sa confluence avec l'Isle. La surface étudiée s'étend sur 884 km2, soit la presque totalité du bassin versant de la rivière.
Le module de l'Auvézère à la station du Change est de 8,57 m3/s.
L'Auvézère est une rivière présentant des fluctuations saisonnières de débit assez marquées. La période des hautes eaux se déroule en hiver et au début du printemps, et se caractérise par des débits mensuels moyens allant de 11.9 à 16,8 m3/s, de décembre à avril inclus (avec un maximum assez net en janvier). Dès le mois de mai le débit diminue rapidement (5,16 m3/s en juin) pour aboutir à la période des basses eaux qui a lieu de début juillet à fin septembre, amenant une baisse du débit moyen mensuel allant jusqu'à 1,62 m3/s au mois d'août. Mais les fluctuations de débit peuvent être plus importantes selon les années et sur des périodes plus courtes.

### Étiage ou basses eaux
À l'étiage, le VCN3 peut chuter jusque 0,22 m3/s, en cas de période quinquennale sèche, soit 220 litres par seconde[réf. nécessaire], ce qui peut être qualifié d'assez sévère.

### Crues
Les crues, quant à elles, peuvent être importantes, compte tenu bien sûr de la taille du bassin versant. Les QIX 2 et QIX 5 valent respectivement 104 et 144 m3/s. Le QIX 10 est de 171 m3/s et le QIX 20 de 197 m3/s. Quant au QIX 50, il se monte à 230 m3/s. Ces chiffres sont proportionnellement presque aussi importants que ceux de la Vézère.
Le débit instantané maximal enregistré au Change durant cette période, a été de 182 m3/s le 7 janvier 1982, tandis que le débit journalier maximal enregistré était de 158 m3/s le 11 janvier 1996. Si l'on compare le débit maximal effectivement enregistré aux différents QIX de la rivière décrits ci-dessus, on constate que la crue de janvier 1982 était destinée à se répéter statistiquement tous les 15 ans ans en moyenne.
Le 21 avril 2025, l'Auvézère en crue atteint la cote de 3,45 m à Cherveix-Cubas, dépassant le niveaux des crues du 7 janvier 1982 (3,30 m) et du 22 septembre 1993 (3,40 m).

### Lame d'eau et débit spécifique
L'Auvézère est une rivière moyennement abondante, moins que d'autres cours d'eau du bassin de la Dordogne issus de régions plus orientales du Massif central. La lame d'eau écoulée dans son bassin versant est de 306 millimètres annuellement, ce qui est un peu inférieur à la moyenne d'ensemble de la France tous bassins confondus, mais nettement inférieur à la moyenne du bassin de la Dordogne (627 millimètres à Bergerac) comme de celui de la Vézère (589 millimètres à Montignac en fin de parcours[réf. nécessaire]). Le débit spécifique (ou Qsp) de la rivière atteint 9,7 litres par seconde et par kilomètre carré de bassin.

### Risque inondation
Un plan de prévention du risque inondation (PPRI) a été approuvé en 2016, concernant l'Isle amont et l'Auvézère depuis Cubjac (commune de Cubjac-Auvézère-Val d'Ans) jusqu'à Bassillac (commune de Bassillac et Auberoche),.

## Histoire

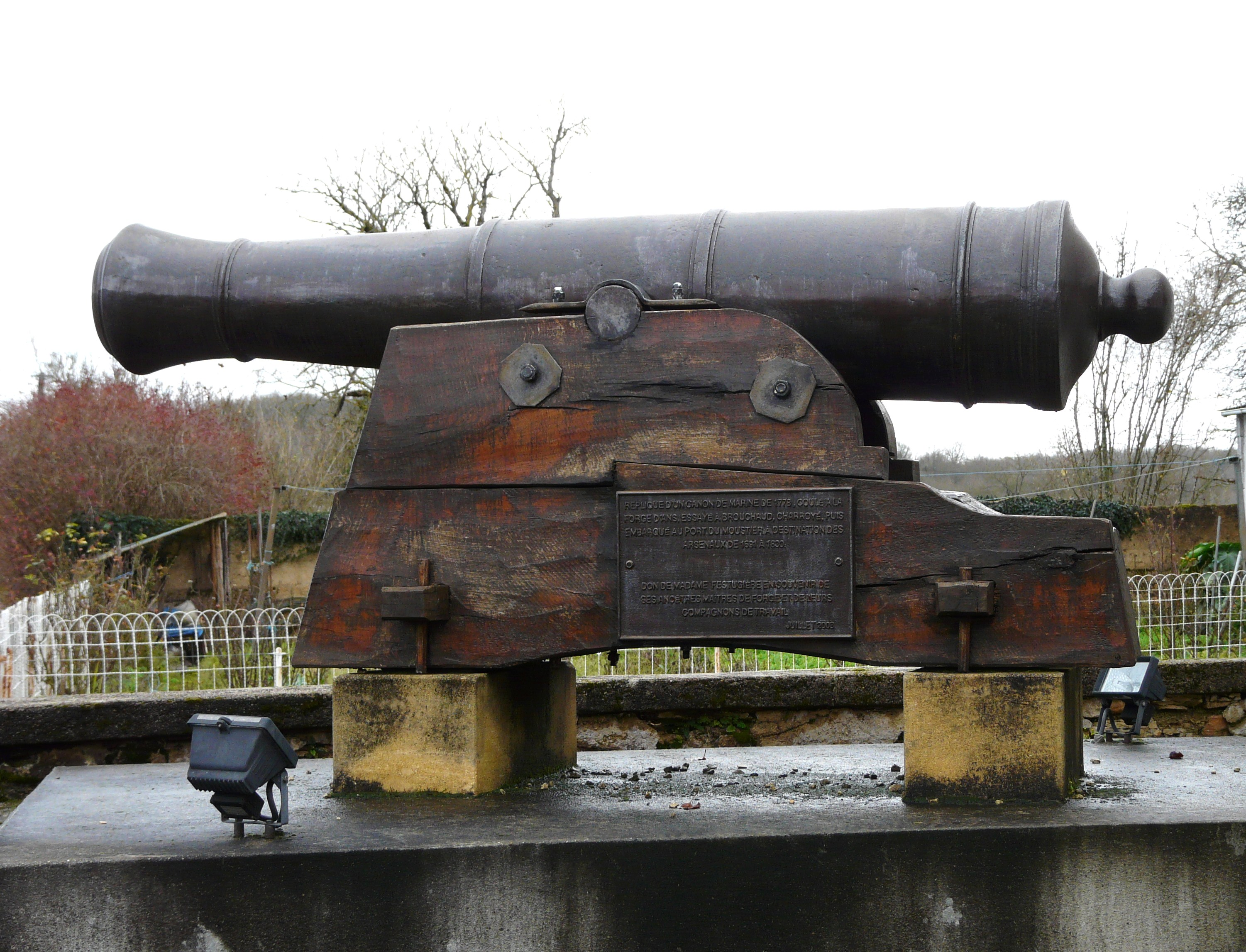
Réplique d'un canon de marine de 1778, coulé à la forge d'Ans à La Boissière-d'Ans.

C'est à la Forge-d'Ans (ancienne commune de La Boissière-d'Ans), en bordure de l'Auvézère, que de 1691 à 1830 ont été fondus des canons destinés à la Marine royale. Une fois réalisés, ils étaient acheminés par voie terrestre sur 34 kilomètres au port du Moustier sur la Vézère d'où ils étaient transportés par voies fluviale puis maritime jusqu'aux arsenaux de Rochefort.
Une nuit de 1891, la digue de l'étang des Bois situé sur la commune de Benayes se rompt générant une vague qui va être désastreuse, détruisant 17 barrages et moulins par effet domino, libérant à chaque fois une plus grande quantité d'eau, inondant Ségur le Château au passage. La vague sera ressentie jusqu'à 200 km en aval[réf. nécessaire].
Le massacre du Pont Lasveyras correspond à la tuerie d'un groupe de maquisards par deux compagnies allemandes le 16 février 1944 au moulin de la Forêt (ou moulin de la Papeterie) sur la commune de Beyssenac,.

## Environnement

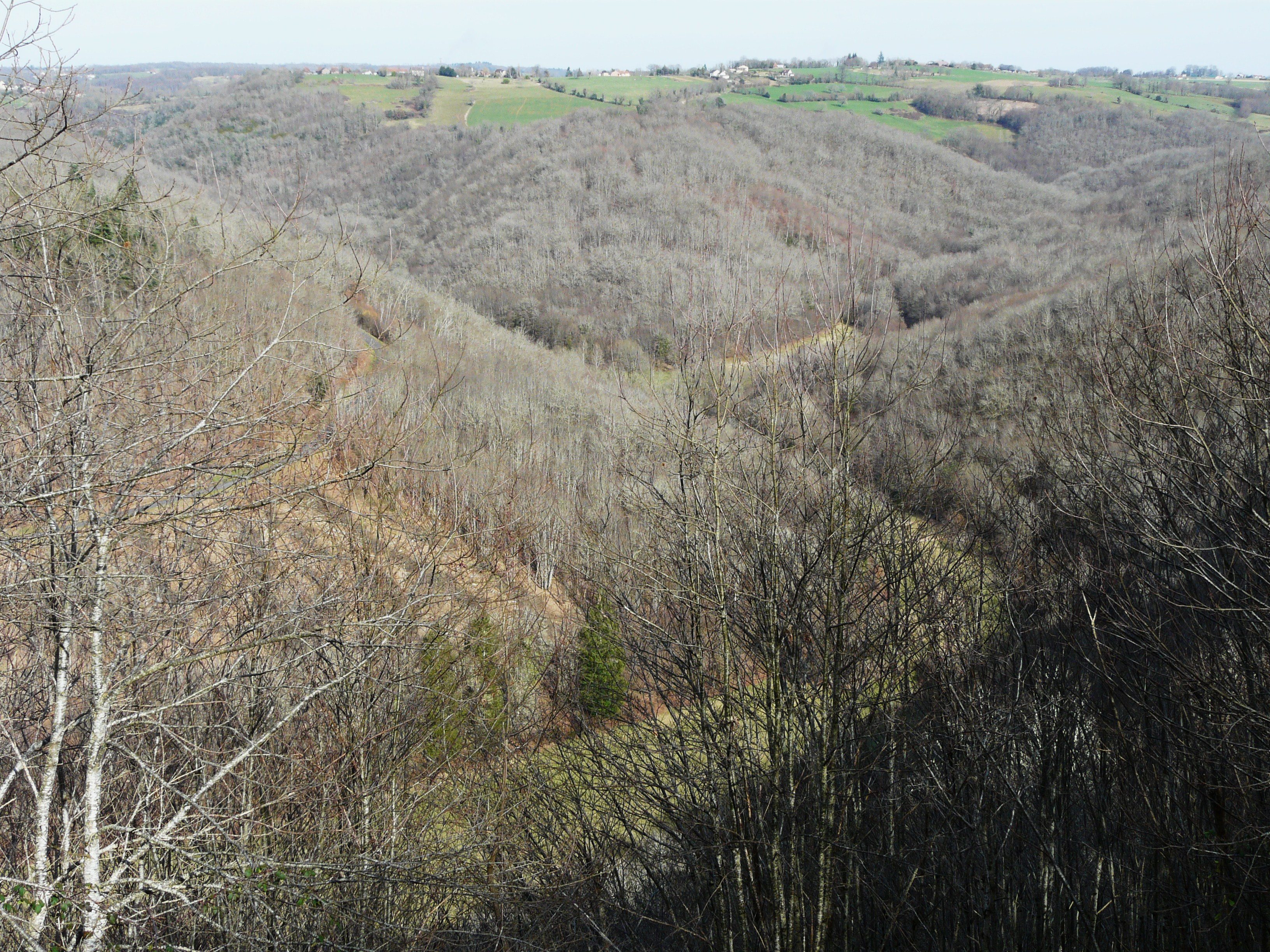
Les gorges de l'Auvézère entre Génis et Saint-Mesmin.

Trois zones naturelles d'intérêt écologique, faunistique et floristique (ZNIEFF) concernent la partie limousine (Corrèze et Haute-Vienne) du cours de l'Auvézère :
- la ZNIEFF de type 2 « vallée de l'Auvézère », répartie sur quatorze communes[44],[45], dans laquelle ont été répertoriées 7 espèces animales déterminantes et 17 espèces végétales déterminantes, ainsi que 167 autres espèces végétales[44].
- à l'intérieur de cette ZNIEFF se trouvent deux ZNIEFF de type 1 :
  - la « tourbière du bois des Vergnes » concerne une zone de 21,9 hectares où les deux premiers affluents de rive droite de l'Auvézère prennent naissance, sur les communes de Benayes et Saint-Germain-les-Belles[46],[47], dans laquelle ont été répertoriées une espèce déterminante de papillons et dix espèces végétales déterminantes[46] ;
  - la « vallée de l'Auvézère à Ségur-le-Château » sur la seule commune de Ségur-le-Château, en aval du pont de la route départementale 6 jusqu’à la limite avec le département de la Dordogne[48],[49], dans laquelle ont été répertoriées deux espèces animales déterminantes et six espèces végétales déterminantes[48].

En Dordogne, sur une superficie de plus de 13 km2, les gorges de l'Auvézère et celles de ses affluents le ruisseau de la Forge et le Dalon, à dominante boisée, sont également classées en ZNIEFF de type 2 sur cinq communes, depuis le lieu-dit le Sol à Payzac jusqu'à Génis et Anlhiac en amont de Guimalet,. Neuf espèces déterminantes de plantes y ont été recensées, ainsi que quatre espèces animales (non déterminantes) et 167 autres espèces végétales.

## Lieux et monuments à proximité
- Ségur-le-Château, l'un des Plus Beaux Villages de France, avec plusieurs bâtiments classés au titre des monuments historiques : son château médiéval[52], la maison dite de Henri IV[53], la maison du XVe siècle avec tour[54], la maison de bois du XVe siècle[55], ainsi que la maison des Appeaux du XVIe siècle, inscrite[56].
- Le pont de Lasveyras (ou de Laveyra) à Payzac, médiéval, inscrit[57].
- L'écomusée de l'ancienne papeterie de Vaux, alimentée par le ruisseau des Belles-Dames, classée[58].
- L'écomusée de la forge de Savignac-Lédrier, surplombé par le château de la Forge, inscrit[59].
- Le moulin de Pervendoux à Génis, dans les gorges de l'Auvézère, profondes à cet endroit de 70 mètres.
- À Cherveix-Cubas, la lanterne des morts dans le cimetière, inscrite[60], tout comme la maison dite du Temple de l'Eau[61].
- À Tourtoirac, l'ancienne abbaye Saint-Pierre-ès-Liens (ou Saint-Pierre) classée[62].
- Les ruines du château de Marqueyssac à Saint-Pantaly-d'Ans[63].
- La forge d'Ans à La Boissière-d'Ans, inscrite[64].
- Au Change, la chapelle Saint-Michel d'Auberoche, classée[65], au Change, et le château de la Sandre des XIIIe et XVe siècles, inscrit[66].

En 2021, un recensement des forges et moulins subsistants a été effectué sur l'ensemble des communes de la Dordogne arrosées par l'Auvézère : 78 ont été répertoriés dont plus un ne fonctionne, la majorité ayant été transformés en maisons d'habitation.

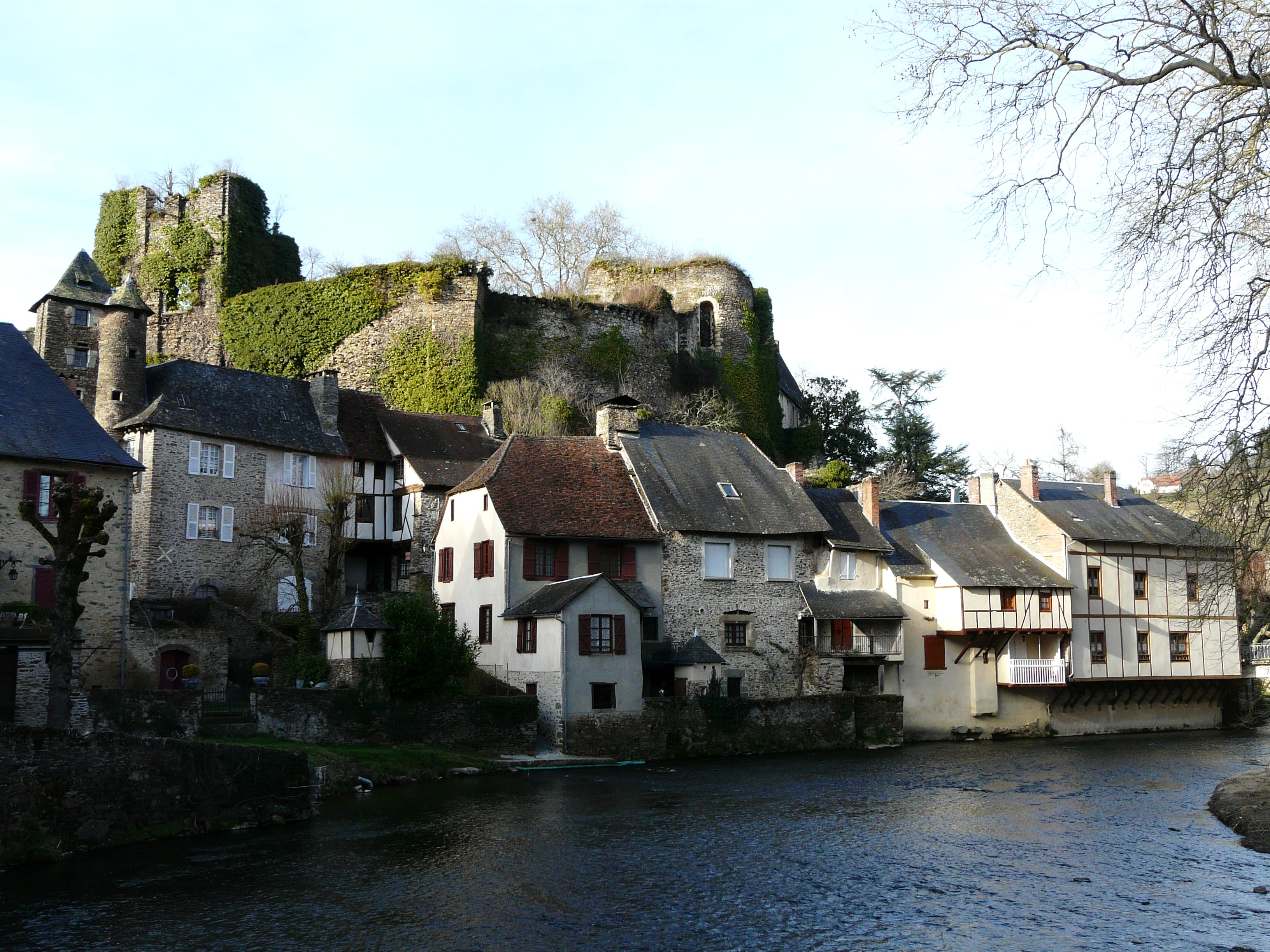
L'Auvézère baigne le bourg de Ségur-le-Château.
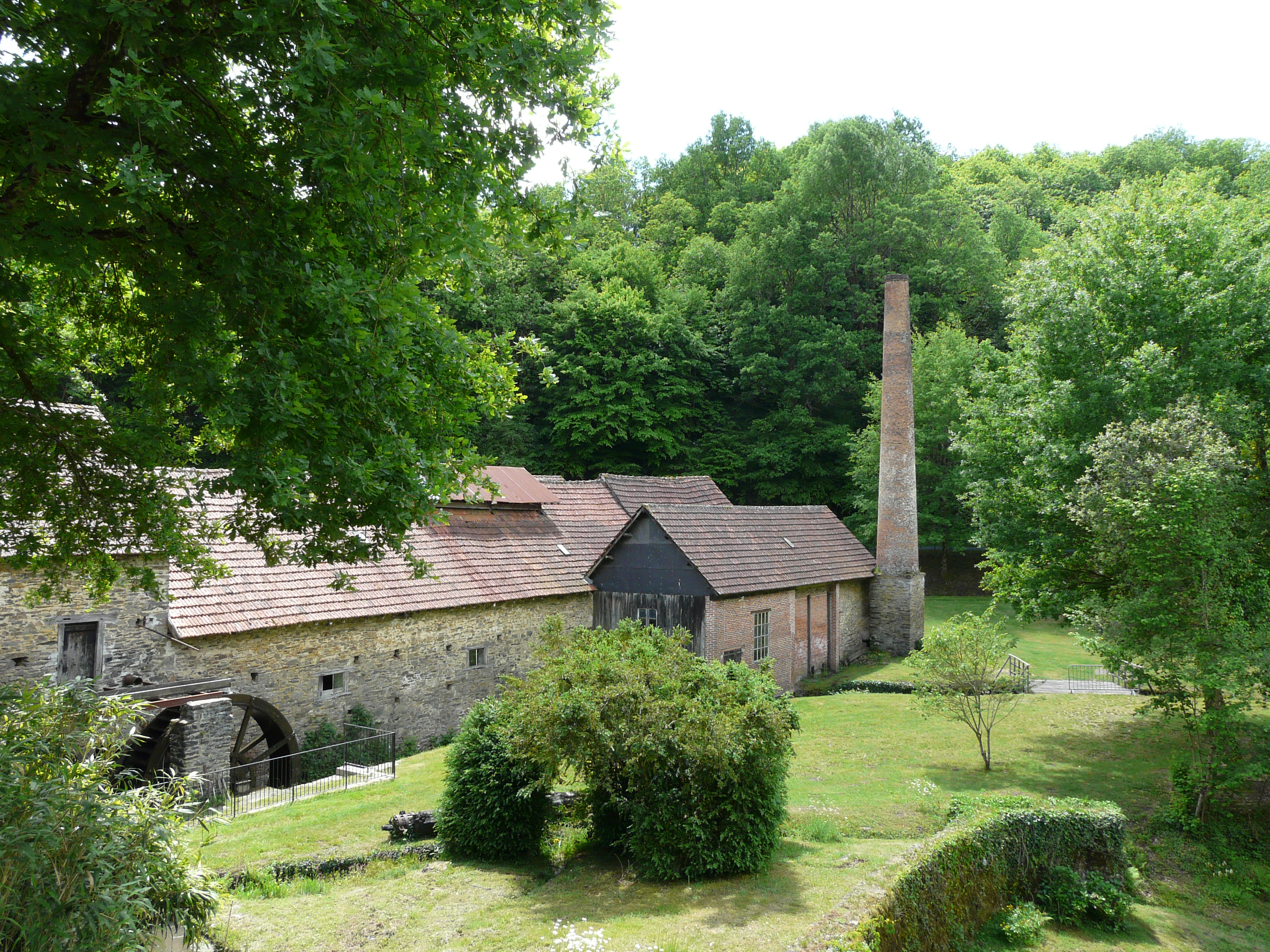
L'ancienne papeterie de Vaux.
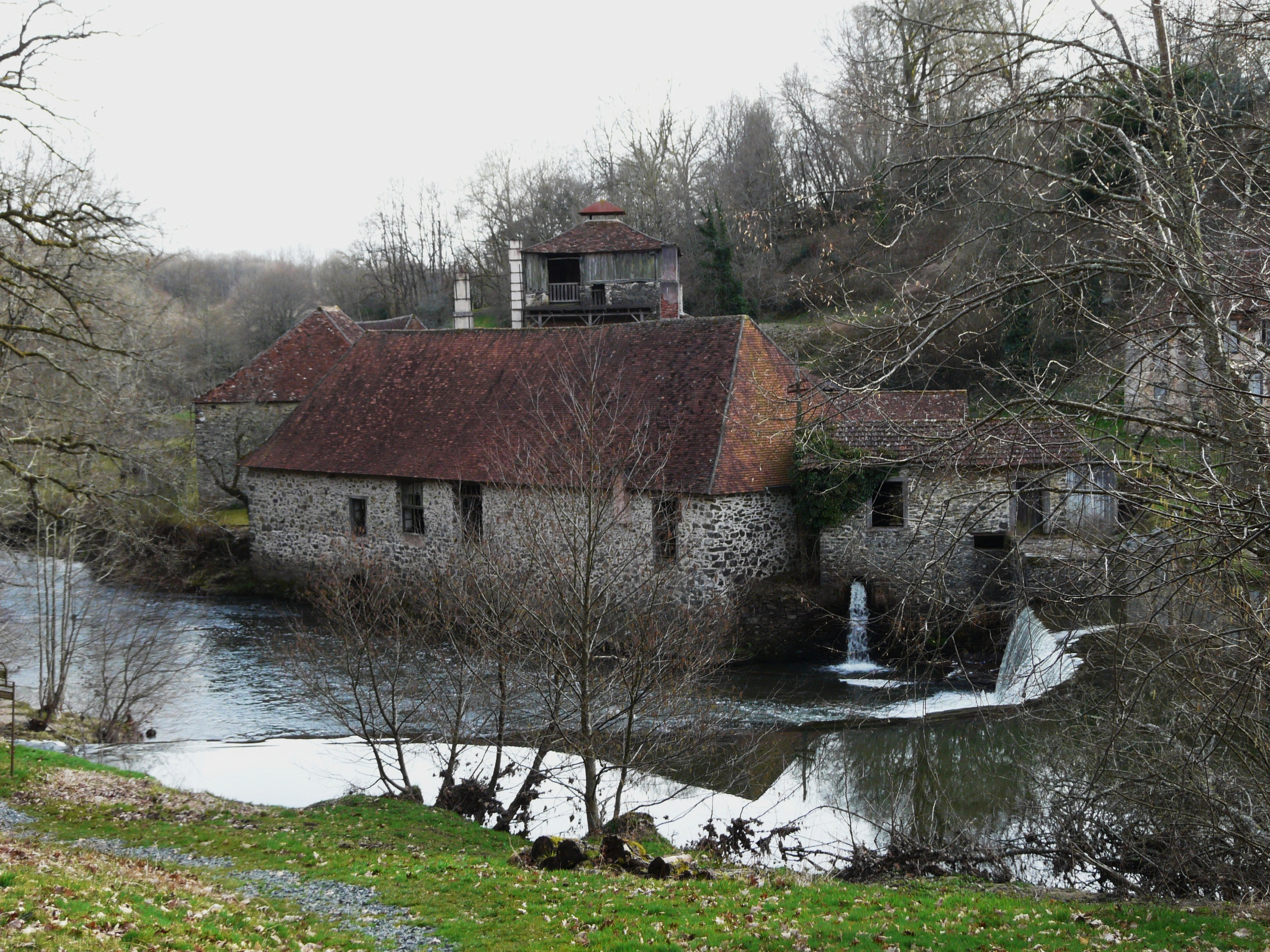
La forge de Savignac-Lédrier.
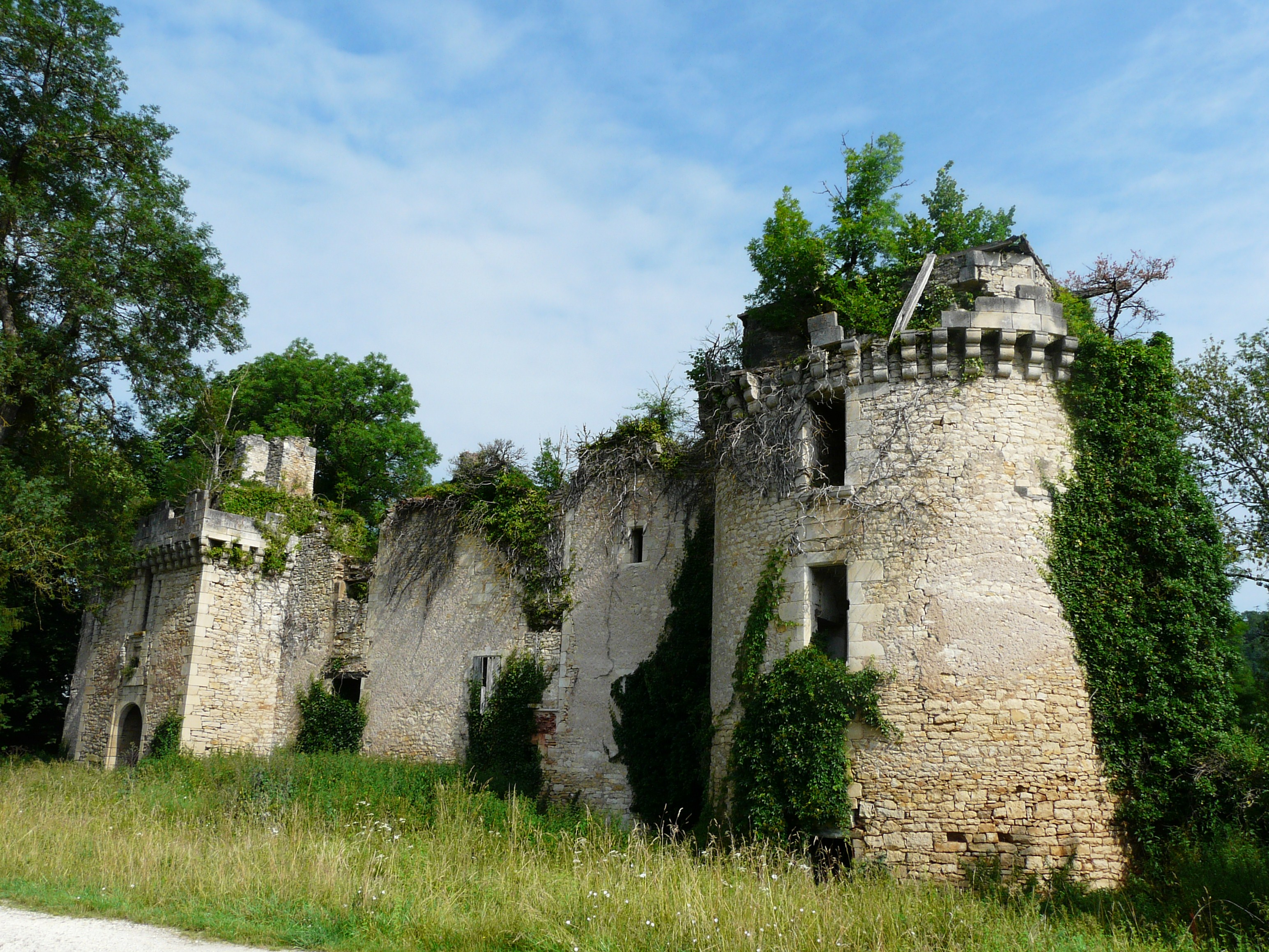
Les ruines du château de Marqueyssac.
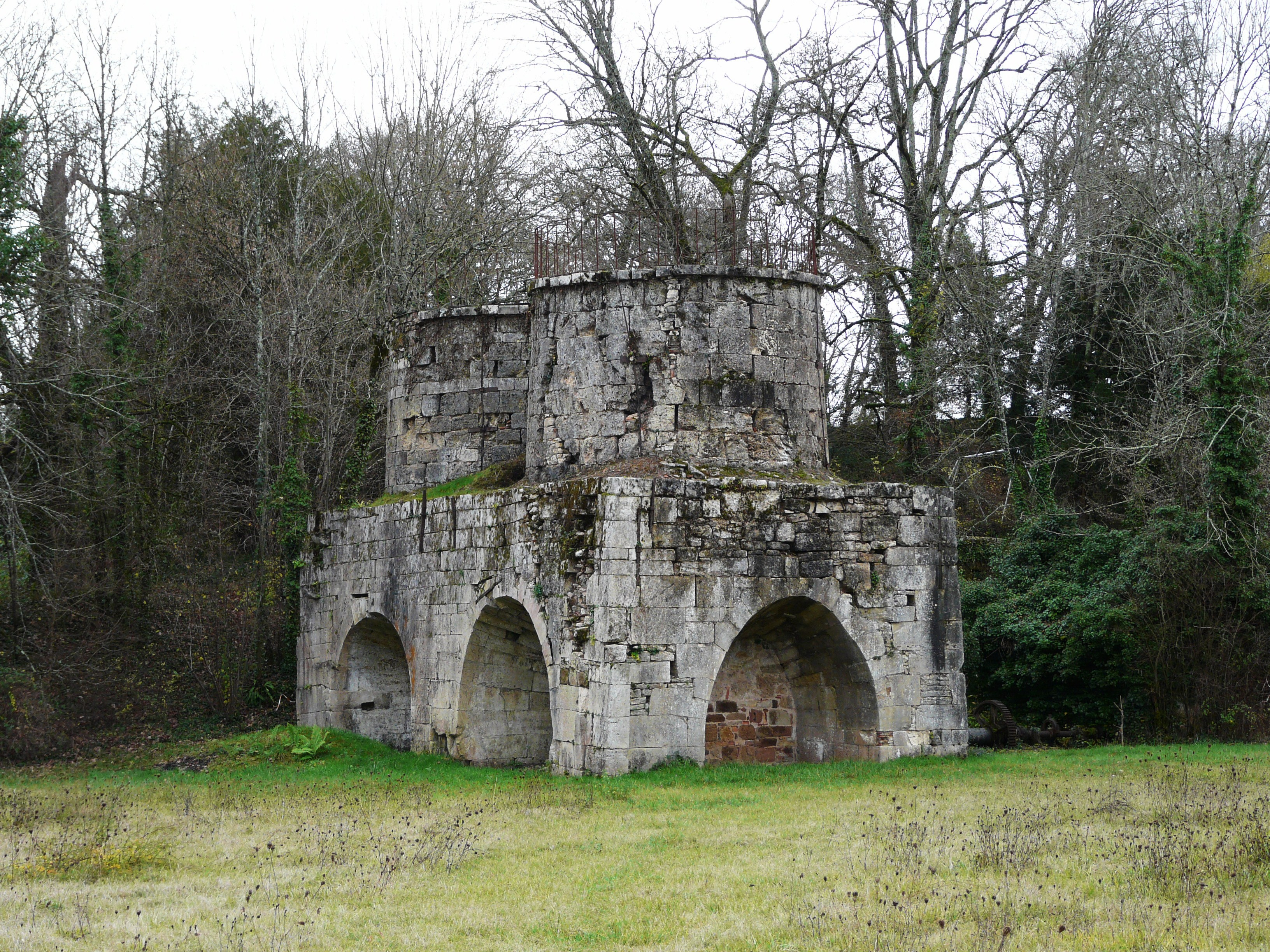
Les anciens hauts-fourneaux de la forge d'Ans.
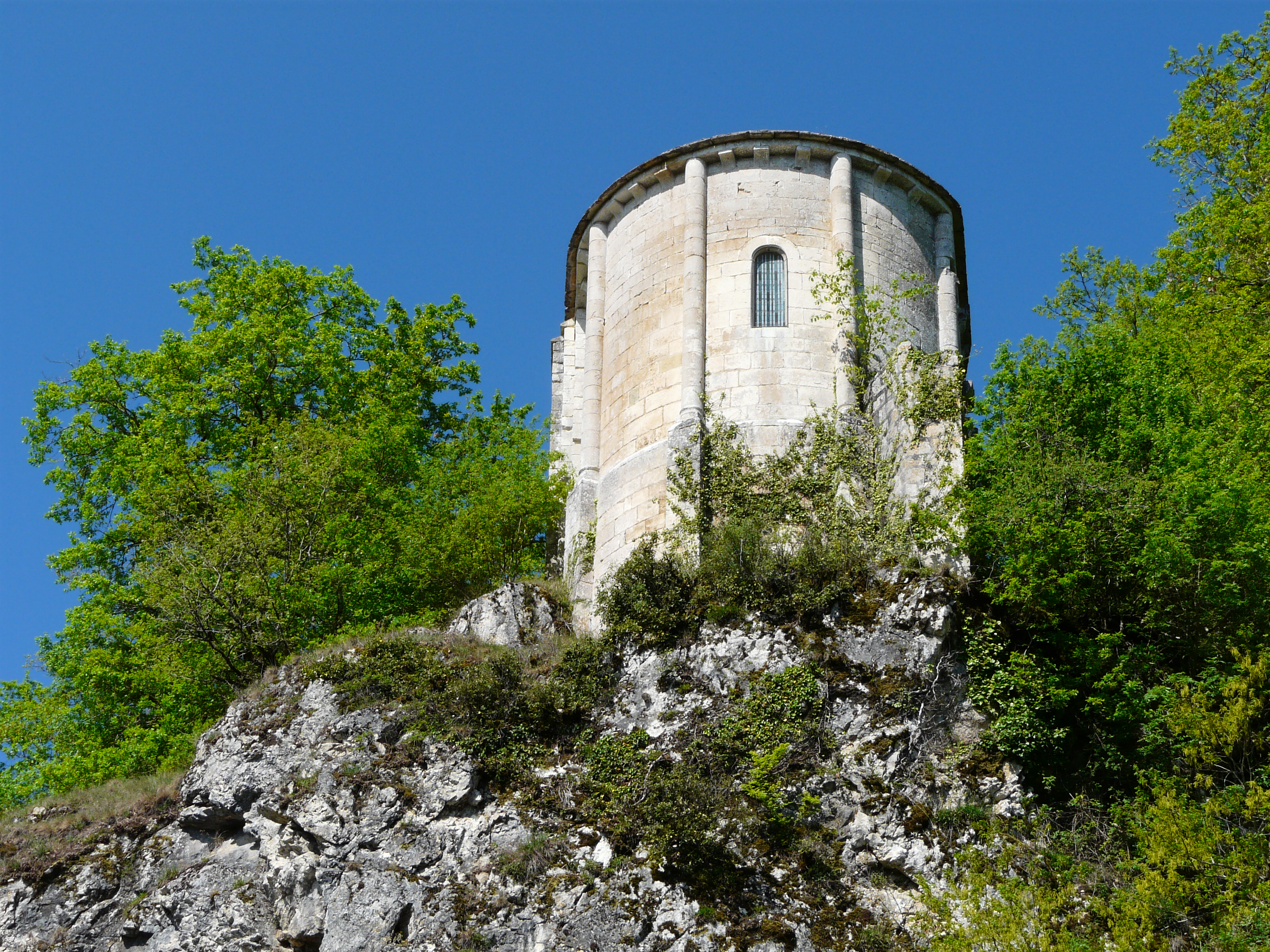
Le chevet de la chapelle Saint-Michel d'Auberoche.